# シースクェア
株式会社シースクェア（英:C-square Inc.）とは、東京都新宿区に本社を置く、システムインテグレーターを営む企業。

## 概要
銀行業以外による資金移動業について規定する資金決済に関する法律の施行に伴い、関東財務局より2011年11月16日付けで資金移動業者として登録を受けた。なお、日本資金決済業協会の会員として登録している。

## サービス

### FINANCEカンパニー事業内容

#### エクスパロ送金サービス
2011年12月8日に提供開始された海外送金ネットサービスで、現在は韓国のみに対応している。大きな特徴として韓国現地通貨であるウォンで着金額を指定できることや、通常受取口座として指定できない韓国の証券会社の口座に直接送金ができること、ネットで送金申込ができること、最短30分以内（ウォン確定送金）に着金できることを挙げていれる。送金枠は基本的に100万円以下までとなっていて事前に本人確認を受ける必要がある。6月から非会員送金サービスが始まった。10万円以下の場合は会員登録せずに送金申込が可能。
2012年11月からは送金形態を「円指定」と「ウォン確定」に分けている。（従来の送金方法が「ウォン確定」）
また、FAX、郵送による申込、「ゆうちょ振込みカード」による自動送金などが新しくなった点である。
送金申込後、日本国内のJNB指定口座まで入金を行うと原則1営業日以内（ウォン確定）に韓国の受取口座に振り込まれる。
また、国際送金処理前であれば送金をキャンセルすることも可能である。（キャンセル手数料が掛かる）
手数料の体系は「円指定」と「ウォン確定」で異なる。
2012年11月末現在
- ウォン確定
  - 送金者
    - 送金額が10万円以下 - 送金手数料 1700円、支払銀行手数料 800円
    - 送金額が10万円超過 - 送金手数料 2700円、支払銀行手数料 800円

  - 受取人
    - なし
- 円指定
  - 送金者
    - 送金額が10万円以下 - 送金手数料 1500円
    - 送金額が10万円超過 - 送金手数料 2500円

  - 受取人
    - 支払銀行手数料として最大3万ウォンがかかる。